# مالکولم باربر
مالکولم باربر (انگلیسی: Malcolm Barber؛ زادهٔ ۴ مارس ۱۹۴۳) تاریخ‌نگار اهل بریتانیا است که نگرش‌های غربی به فرانکی‌های یونانی در قرن ۱۳ اثر اوست.